# Zaporòjia
|  | No s'ha de confondre amb la moderna ciutat ucraïnesa de Zaporíjia. |

Zaporòjia (ucraïnès: Запорожжя transcrit Zaporòjia,rus: Запорожье transcrit Zaporoje, polonès Zaporoże o Dzikie Pola (Terres Salvatges o Estepes Salvatges), és una regió històrica situada al voltant del riu Dniéper, després dels ràpids del Dniéper (porohy, poroża) d'on deriva el seu nom, a l'actual Ucraïna. Així doncs, la traducció del nom vindria a dir territori més enllà dels ràpids. Durant 
els segles xvi i xviii va ser un territori cosac semiindependent, amb centre a la Sitx de Zaporíjia.
Correspon en l'actualitat a les actuals óblasti ucraïneses de Dnipropetrovsk, la major part de Zaporíjia i Kirovohrad, així com algunes parts de les óblasti de Kherson i Donetsk